# Saint-Thibault, Oise
Saint-Thibault är en kommun i departementet Oise i regionen Hauts-de-France i norra Frankrike. Kommunen ligger i kantonen Grandvilliers som tillhör arrondissementet Beauvais. År 2022 hade Saint-Thibault 285 invånare.

## Befolkningsutveckling
Antalet invånare i kommunen Saint-Thibault
| Referens: INSEE |